# 筑紫野市立山口小学校
筑紫野市立山口小学校（ちくしのしりつやまぐちしょうがっこう）は、福岡県筑紫野市にある公立小学校。1873年（明治6年）開校。

## 所在地
- 福岡県筑紫野市大字萩原850-1